# Otto Dütsch
Otto Johann Anton Dütsch (25. maj 1823 – 23. april 1863) var en dansk komponist, der virkede i St. Petersborg det meste af sit korte liv.
Han var søn af Joachim Dütsch, som var skriver i Rentekammeret (Finansministeriet), men samtidig musiklærer ved Blindeinstituttet. Allerede som 5-årig blev Dütsch junior undervist på Sibonis musikkonservatorium. I 1840 drog han til Dessau i Tyskland for at videreuddanne sig i 3 år. Derefter rejse han til St. Petersborg i Rusland, hvor han nedsatte sig som musiklærer. I 1852 blev han korrepetitør og organist ved de kejserlige russiske teatre i St. Petersborg, og i 1862 professor i musikteori sammesteds, men allerede året efter døde han i Frankfurt, mens han var på rejse.
Det vigtigste af hans værker er operaen Kroaterinden, som blev opført i St. Petersborg i 1860 med succes og i uddrag i København i 1866 i musikforeningen Euterpe. Derudover har han skrevet sange samt klaver- og skuespilmusik.

## Musik i Det Kongelige Bibliotek
- Frauenliebe und Leid (sang)
- Berceuse (klaver – op. 53 nr. 1)
- Sérénade espagnole (klaver – op. 53 nr. 2)
- Près du Ruisseau (klaver – op. 53 nr. 3)
- Cantate i Anledning af den 28. januar 1840
- Omløberens Sang ved Forældrenes Dør (sang)
- Hvad hjælper det? (sang)
- 230 Modulationsexempler for Musikere og Dilettanter (klaverskole)
- I Skoven (sang)
- Børne-Sange
- 3 Romancer (op. 48)
- Femtonige Smaastykker for fire Hænder (klaver)
- Les folichons, polka comique (klaver)
- Matrosen (sang op. 4)
- Nocturne (klaver)
- Kroatinden eller Rivalinderne (Dramatisk Opera i 4 Akter)
- Souvenir-polka (klaver)